# إيريك زيمن
إريك زيمن (بالإنجليزية: Erik Zimen) (1941-2003) هو عالم سلوكيات سويدي. تخصّص زيمن في سلوكيات الذئاب والكلاب، وجرت أبحاثه في الغابات البافارية وفي أبروتسو، إيطاليا. يشتهر بكتابه الذئب (بالإنجليزية: The Wolf).